# Donald Driver
Donald Jerome Driver (Houston, 2 de fevereiro de 1975) é um ex-jogador de futebol americano. Depois de jogar futebol americano universitário pela Universidade Estadual de Alcorn, Driver foi escolhido pelo Green Bay Packers na sétima rodada do Draft de 1999.
Ele passou toda a sua carreira de 14 temporadas na NFL com os Packers e detém o recordes da franquia de mais recepções e mais jardas recebidas. Driver era um membro da equipe que ganhou o Super Bowl XLV sobre o Pittsburgh Steelers. 
Todos os anos, em Cleveland, Driver realiza o Donald Driver Football Camp para crianças locais, que é realizado no campo de futebol americano da Cleveland High School. Após a aposentadoria, ele ganhou a 14ª temporada do Dancing with the Stars.

## Primeiros anos
Driver nasceu em Houston, Texas, em 2 de fevereiro de 1975. Ele era o filho do meio de cinco irmãos. Os pais de Driver, Marvin Driver Jr. e Faye Gray, se divorciaram quando ele era apenas uma criança.
Donald teve uma infância difícil vivendo em um caminhão U-Haul por um período de tempo durante sua adolescência, depois que uma agência de coleta confiscou as posses de sua família. Donald passou várias noites em quartos de motel que sua mãe havia comprado com cupons de alimentação. Driver e seu irmão mais velho, Marvin III, começaram a roubar carros e vender drogas durante a adolescência. Driver foi citado pelo USA Today afirmando: "Você tenta fazer o que for possível para sustentar sua família". Com 14 anos, Donald foi morar com sua avó, Betty Lofton. Este foi o ponto do tempo em que sua vida começou a mudar.
Driver brilhou como um atleta no início de seus anos na Milby High School, em Houston. Ele praticou atletismo, futebol americano, basquete e beisebol. 
Ele foi uma menção honrosa do Texas All-State no futebol, onde jogou como wide receiver, defensive back e retornador de kickoff.

## Carreira universitária
Driver freqüentou a Universidade Estadual de Alcorn, no Mississippi, onde ele era um atleta do futebol americano e do atletismo. 
Ele terminou sua carreira no futebol americano universitário com 88 recepções para 1,993 jardas (19,69 jardas por recepção). Ele foi cinco vezes o "Atleta do Ano" em sua conferência por suas habilidades.
Driver é um membro da fraternidade Alpha Phi Alpha.

### Atletismo
Driver é um dos atletas mais condecorados da história da NFL (ele é um saltador de classe olímpica, podendo saltar até 2,30 m), ele se classificou para as provas das Olimpíadas de 1996 e dos Jogos Olímpicos de 2000.
Ele competiu pela equipe de corrida Alcorn State Braves, onde se destacou no salto em altura e ganhou todas as honras da conferência em seu último ano. Ele saltou 2,30 metros no salto em altura, 15,62 metros no salto triplo e 7,75 metros no salto em distância.

## Carreira profissional
Driver foi selecionado pelo Green Bay Packers na 7ª rodada (213° escolha geral) do Draft de 1999. Ele passou toda a sua carreira com os Packers.

### Green Bay Packers (1999–2012)

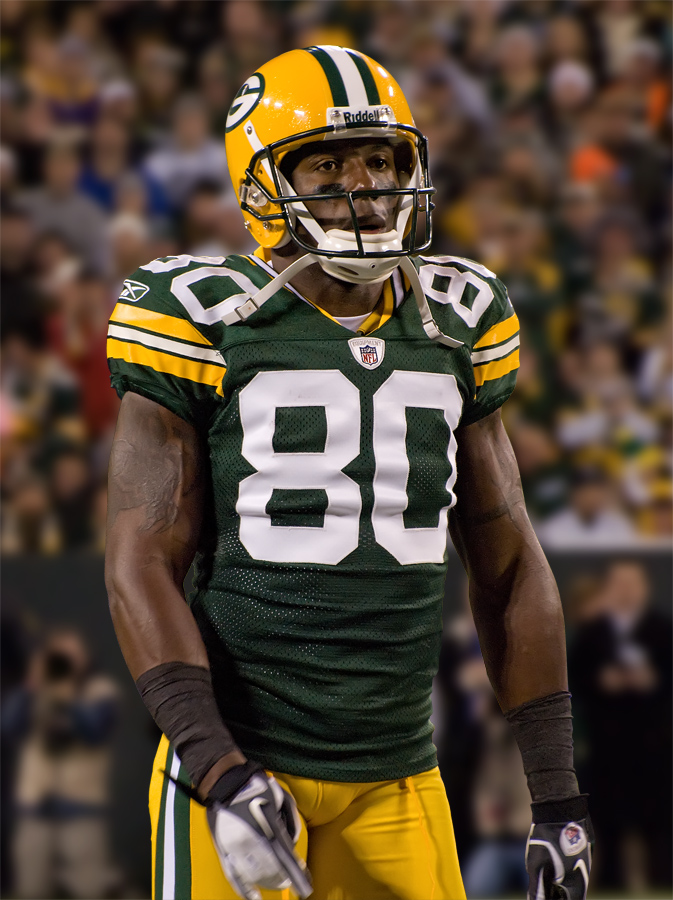
Donald Driver em 14 de novembro de 2011.

Conhecido como um dos receptores mais consistentes, Driver foi sólido ao longo de sua carreira, muitas vezes conseguindo 1.000 jardas na temporada. Ele teve seu melhor jogo da carreira em jardas em 12 de novembro de 2006, quando recebeu seis passes para 191 jardas, incluindo um touchdown de 82 jardas contra o Minnesota Vikings. Driver terminou a temporada de 2006 entre os cinco primeiros da liga em jardas com 1.295 jardas. Ele também registrou mais recepções em sua carreira com 92, ganhando um lugar no Pro Bowl de 2007.
Em 16 de dezembro de 2007, durante uma vitória por 33-14 sobre o St. Louis Rams, o veterano quarterback do Green Bay, Brett Favre, quebrou a marca recorde de Dan Marino de 61.361 jardas na carreira. O novo recorde veio em uma conclusão de sete jardas para Driver.
Na NFC Championship Game em 20 de janeiro de 2008, contra o New York Giants, Driver teve a mais longa jogada nos playoffs da história dos Packers, com um touchdown de 90 jardas de Favre.
Em 18 de outubro de 2009, Driver tornou-se o maior receptor de todos os tempos do Green Bay Packers em recepções com 596. Ele teve mais 6 recepções para 107 jardas em uma vitória em casa por 26-0 sobre o Detroit Lions. Em 8 de setembro de 2011, Driver teve 4 recepções para 41 jardas contra o New Orleans Saints e estava a apenas uma jarda de se tornar o líder de todos os tempos dos Packers. Ele finalmente quebrou o recorde em 18 de setembro de 2011, contra o Carolina Panthers, depois que ele recebeu um passe de 10 jardas de Aaron Rodgers, superando James Lofton.
Em 6 de fevereiro de 2011, Driver se machucou em sua segunda recepção do Super Bowl XLV. Fora com uma entorse de tornozelo, ele retornou ao jogo para as jogadas finais, ajudando os Packers a bater o Pittsburgh Steelers por 31-25. Driver terminou o Super Bowl XLV com duas recepções para 28 jardas.
Em 31 de janeiro de 2013, Driver anunciou sua aposentadoria na ESPN. Ele perdeu apenas quatro jogos em sua carreira, sendo o último em 18 de novembro de 2012.
Em 6 de fevereiro de 2013, o Green Bay Packers organizou uma cerimônia pública de aposentadoria para Driver. Esta foi a primeira cerimônia de aposentadoria pública já realizada para um jogador. Foi realizado no Lambeau Field Atrium com comentários feitos por Mark Murphy, Ted Thompson, Mike McCarthy e Driver. O prefeito de Green Bay deu a Driver a chave da cidade e anunciou que a sua estátua que antes residia em frente ao antigo Packers Hall of Fame e que agora está no centro de Green Bay seria reformada, com o jogador usando a camisa nº 80. A rua que leva à estátua também foi renomeada como "Donald Driver Way".
Em 22 de julho de 2017, Driver foi introduzido no Hall da Fama do Green Bay Packers.

## Estatísticas

### Temporada regular
| Temporadas | Time              | Jogos | Rec | Jardas | Média | Long | TDs |
| ---------- | ----------------- | ----- | --- | ------ | ----- | ---- | --- |
| 1999       | Green Bay Packers | 6     | 3   | 31     | 10,3  | 12   | 1   |
| 2000       | Green Bay Packers | 16    | 21  | 322    | 15,3  | 49   | 1   |
| 2001       | Green Bay Packers | 13    | 13  | 167    | 12,8  | 37   | 1   |
| 2002       | Green Bay Packers | 16    | 70  | 1 064  | 15,2  | 85   | 9   |
| 2003       | Green Bay Packers | 15    | 52  | 621    | 11,9  | 41   | 2   |
| 2004       | Green Bay Packers | 16    | 84  | 1 208  | 14,4  | 50   | 9   |
| 2005       | Green Bay Packers | 16    | 86  | 1 221  | 14,2  | 59   | 5   |
| 2006       | Green Bay Packers | 16    | 92  | 1 295  | 14,1  | 82   | 8   |
| 2007       | Green Bay Packers | 16    | 82  | 1 048  | 12,8  | 47   | 2   |
| 2008       | Green Bay Packers | 16    | 74  | 1 012  | 13,7  | 71   | 5   |
| 2009       | Green Bay Packers | 16    | 70  | 1 061  | 15,2  | 71   | 6   |
| 2010       | Green Bay Packers | 15    | 51  | 565    | 11,1  | 61   | 4   |
| 2011       | Green Bay Packers | 16    | 37  | 445    | 12,0  | 35   | 6   |
| 2012       | Green Bay Packers | 13    | 8   | 77     | 9,6   | 26   | 2   |
| Total      | Total             | 205   | 743 | 10 137 | 13,6  | 85   | 61  |

Fonte:

### Pós-Temporada
| Temporada | Time              | Jogos | Rec | Jardas | Média | Long | TDs |
| --------- | ----------------- | ----- | --- | ------ | ----- | ---- | --- |
| 2001      | Green Bay Packers | 2     | 2   | 26     | 13,0  | 14   | 0   |
| 2002      | Green Bay Packers | 1     | 3   | 64     | 21,3  | 25   | 1   |
| 2003      | Green Bay Packers | 2     | 8   | 91     | 11,4  | 23   | 0   |
| 2004      | Green Bay Packers | 1     | 7   | 78     | 11,1  | 16   | 0   |
| 2007      | Green Bay Packers | 2     | 8   | 159    | 19,9  | 90   | 1   |
| 2009      | Green Bay Packers | 1     | 4   | 43     | 10,8  | 28   | 0   |
| 2010      | Green Bay Packers | 4     | 14  | 169    | 12,1  | 24   | 0   |
| 2011      | Green Bay Packers | 1     | 3   | 45     | 15,0  | 16   | 1   |
| Total     | Total             | 14    | 49  | 675    | 13,8  | 90   | 3   |

Fonte: ESPN.com

## Vida pessoal

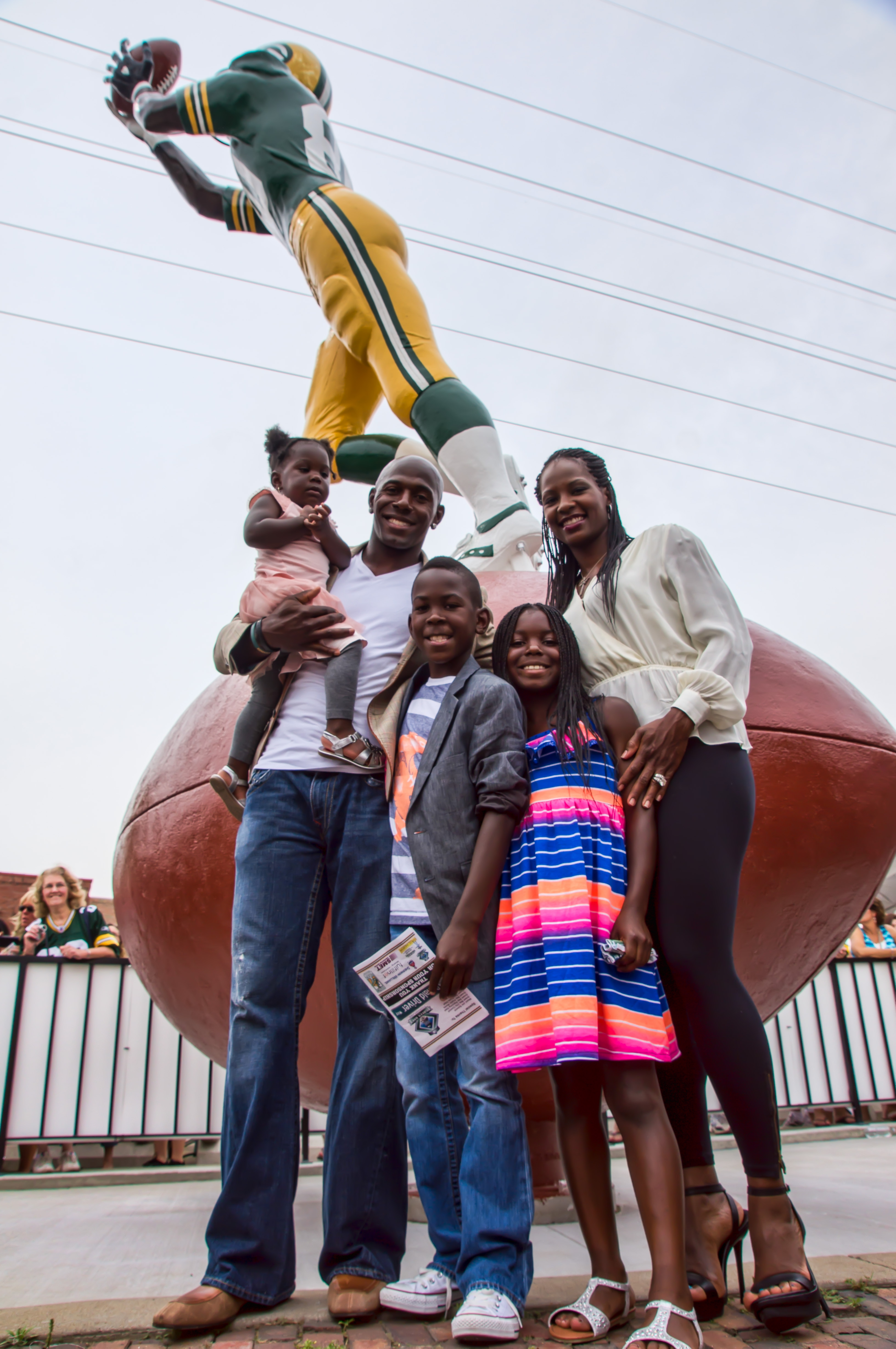
Driver e a família posam em frente à estátua dedicada em sua homenagem.

O motorista é casado com Betina Driver. Eles têm três filhos: Cristian, Christina e Charity.
Desde 2004, Driver co-apresenta análises dos Packers chamado Inside the Huddle with Donald Driver, com o diretor de esportes da WLUK-TV, Drew Smith. Toda quinta-feira, Donald fala sobre futebol americano com John Mercure no Afternoon News.
Como um atleta bem conhecido no estado de Wisconsin, Driver tem sido destaque em campanhas de marketing para empresas como a McDonald's, AirTran Airways, Goodwill e a Time Warner Cable.
Ao longo de sua carreira, Driver tem sido muito ativo fora do campo, fazendo mais de 300 apresentações de caridade desde sua temporada de estreia em 1999. Na primavera de 2001, Donald e sua esposa Betina criaram a "Donald Driver Foundation", que oferece assistência a crianças doentes. Em dezembro de 2003, a fundação colocou duas famílias sem moradia em casas novas e totalmente mobiliadas.
Donald também doou muito do seu tempo e esforços para instituições como a Children's Hospital of Wisconsin e Goodwill Industries. Em 2001, Driver foi premiado com o "Prêmio de Serviço Comunitário" pela Câmara de Comércio de Green Bay, em reconhecimento ao seu extraordinário envolvimento com a comunidade. Em 2005, ele foi premiado com o prêmio Ed Block Courage por seus companheiros de Green Bay. Mais recentemente, Driver foi nomeado o AMVETS Humanitarian do ano.
Driver também é autor de três livros infantis, Quickie Handles a Loss, Quickie Makes the Team e Quickie Goes to the Big Game. Os livros são baseados nas histórias que Driver contava para seus três filhos e são vendidos em todo o estado de Wisconsin. Ele afirmou que "Quickie" é um apelido que sua mãe lhe deu porque, quando ela o perseguia pela casa, ela nunca poderia pegá-lo. No outono de 2013, Driver lançou seu livro de memórias oficial, Driven, que incluiu muitas histórias pessoais sobre sua infância e sua carreira, que ele nunca havia compartilhado antes e que foi para a lista de Best Seller de Nova York.
No verão de 2017, Driver lançou um livro sobre saúde e fitness, The 3D Body Revolution: The Ultimate Workout + Nutrition Blueprint to Get Healthy and Lean, que incluiu 25 receitas e 36 exercícios ilustrados com passo-a-passo.
Em 28 de fevereiro de 2012, foi anunciado que Driver iria se juntar ao elenco da temporada 14 do Dancing with the Stars. A alta energia e o atletismo dele foram repetidamente elogiados pelos juízes, embora Driver também fosse notório por não conseguir uma pontuação perfeita. Driver e sua parceira chegaram ao final e apesar da alta base de fãs de William Levy e das altas pontuações de Katherine Jenkins, Driver foi declarado vencedor em 22 de maio de 2012.
Em 15 de junho de 2013, Driver recebeu uma rua e uma estátua dedicada em sua homenagem. A estátua está localizada na esquina da Dousman Street com a Donald Driver Way (antiga Pearl Street) no centro de Green Bay.
Em março de 2014, Donald Driver criou o Donald Driver Driven To Achieve Awards. Desde então, o prêmio teve 18 vencedores e distribuiu mais de US $ 1.000.000.